# Spork (Bocholt)
Spork ist ein Ortsteil der Stadt Bocholt im Kreis Borken in Nordrhein-Westfalen. Bis 1974 war Spork eine eigenständige Gemeinde.

## Geographie
Spork liegt im Nordwesten des Bocholter Stadtgebiets an der Grenze zu den Niederlanden und war ursprünglich eine rein landwirtschaftlich geprägte Streusiedlung. Im Verlauf des 20. Jahrhunderts hat sich rund um die 1933 erbaute Ludgerikirche ein Siedlungskern gebildet. Die ehemalige Gemeinde Spork besaß eine Fläche von 9,8 km².

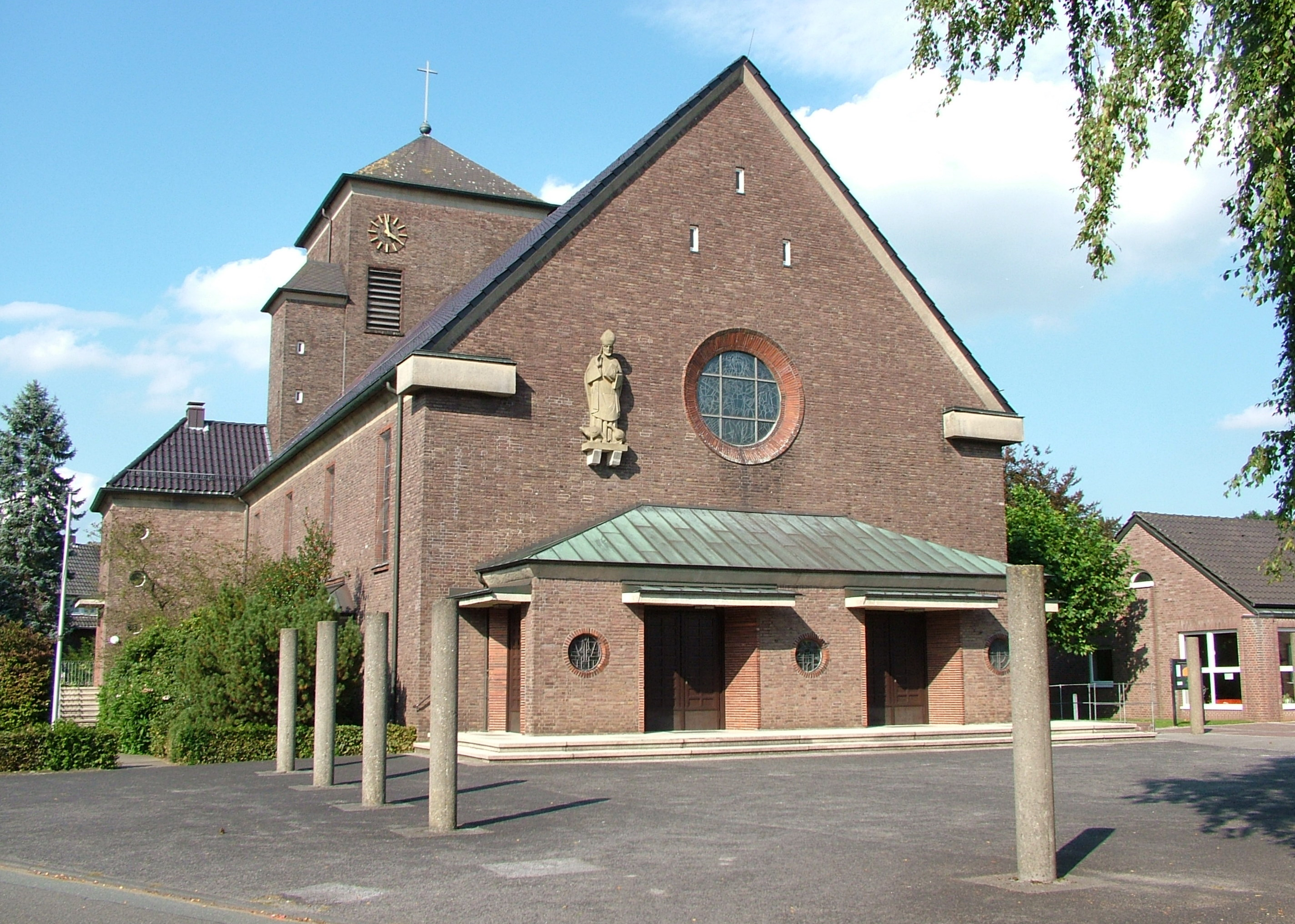
Die katholische Pfarrkirche St. Ludger

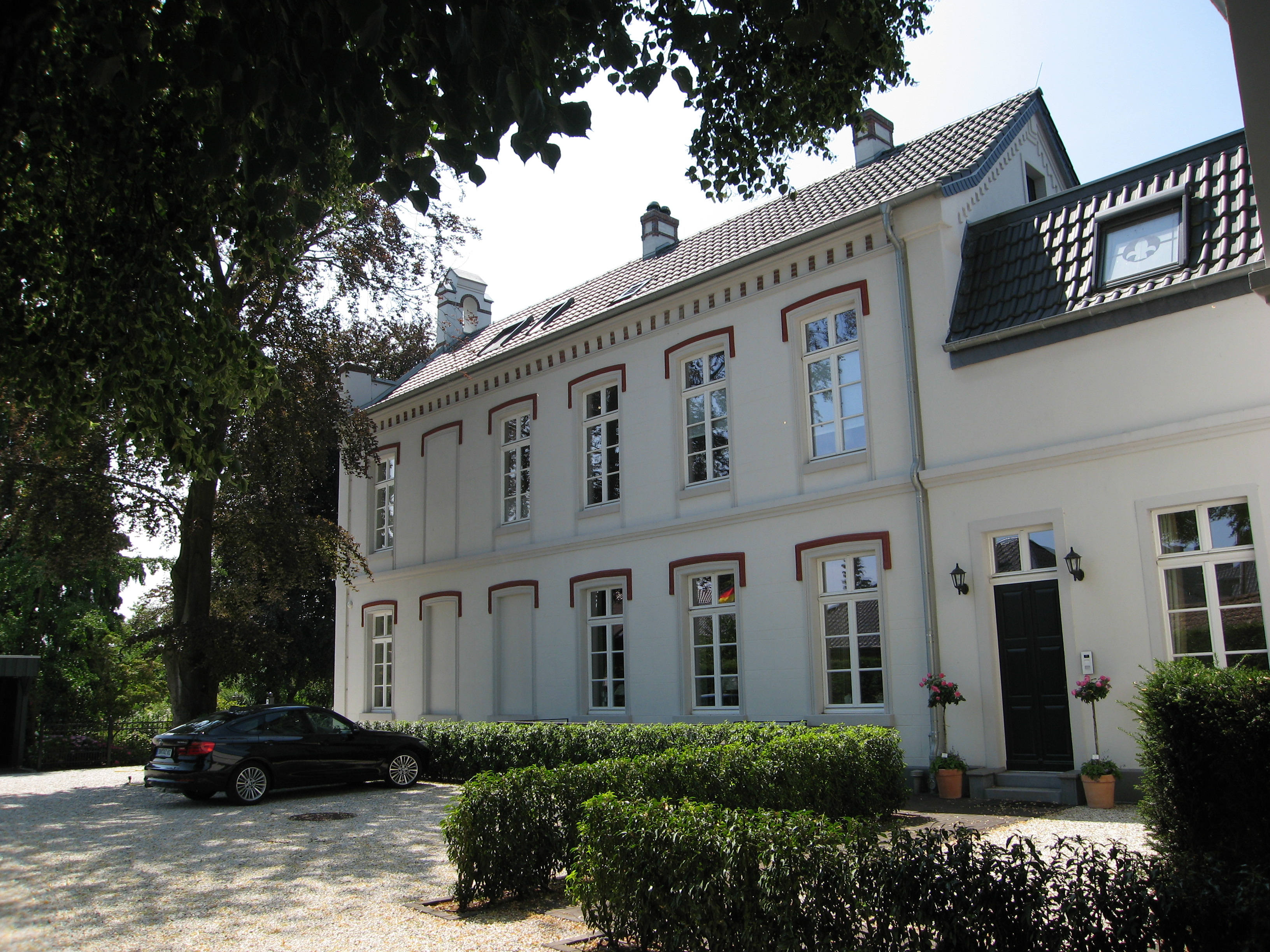
Haus Heidefeld

## Geschichte
Spork ist eine alte westfälische Bauerschaft, die erstmals 1188 urkundlich erwähnt wurde. Eine Schule ist in Spork 1750 nachweisbar. Seit dem 19. Jahrhundert bildete Spork eine Landgemeinde im Amt Liedern (seit 1937 Amt Liedern-Werth) des Kreises Borken. Am 1. Januar 1975 wurde Spork durch das Münster/Hamm-Gesetz in die Stadt Bocholt eingegliedert.

## Einwohnerentwicklung
| Jahr | Einwohner | Quelle |
| ---- | --------- | ------ |
| 1818 | 564       | [ 3 ]  |
| 1858 | 614       | [ 5 ]  |
| 1871 | 555       | [ 6 ]  |
| 1885 | 542       | [ 7 ]  |
| 1910 | 689       | [ 8 ]  |
| 1925 | 703       | [ 9 ]  |
| 1939 | 829       | [ 9 ]  |
| 1950 | 996       | [ 2 ]  |
| 1974 | 898       | [ 2 ]  |
| 2017 | 972       | [ 1 ]  |

## Baudenkmäler
Die katholische Pfarrkirche St. Ludger sowie das Haus Heidefeld stehen unter Denkmalschutz.

## Kultur
Ein Träger des lokalen Brauchtums ist der Schützenverein St. Ludgerus Spork.
Ein weiterer Träger des lokalen Brauchtums ist der Karnevalsverein die Sporker Grenztröpfkes e. V.